# Liste der Baudenkmäler im Kölner Stadtteil Hahnwald
Die folgende Liste enthält die in der Denkmalliste ausgewiesenen Baudenkmäler auf dem Gebiet des Stadtteils Köln-Hahnwald, Stadtbezirk Köln-Rodenkirchen, Nordrhein-Westfalen.
Hinweis: Die Reihenfolge der Baudenkmäler in dieser Liste orientiert sich an den Straßennamen und ist alternativ nach Hausnummern, Denkmallistennummer oder Bezeichnung sortierbar.
Basis ist die offizielle Kölner Denkmalliste (Stand: 16. August 2012), die Baudenkmäler und Denkmalbereiche auflistet. Dabei kann es sich beispielsweise um Sakralbauten, Wohn- und Fachwerkhäuser, historische Gutshöfe und Adelsbauten, Industrieanlagen, Wegekreuze und andere Kleindenkmäler sowie Grabmale und Grabstätten, die eine besondere Bedeutung für die Geschichte Kölns haben, handeln. Grundlage für die Aufnahme in die offiziellen Denkmallisten ist das Denkmalschutzgesetz Nordrhein Westfalens.

| Bild            | Bezeichnung         | Lage                                | Beschreibung | Bauzeit | Einge- tragen seit | Denk- mal- nr. |
| --------------- | ------------------- | ----------------------------------- | ------------ | ------- | ------------------ | -------------- |
| Fotos hochladen | Wohnhaus            | Hahnwald Am Zehnpfennigshof 3 Karte |              | 1958–60 | 5. Dezember 1997   | 8216           |
| Fotos hochladen | Wohnhaus            | Hahnwald Am Zehnpfennigshof 4 Karte |              | 1958–59 | 18. November 1997  | 8204           |
| Fotos hochladen | Wohnhaus            | Hahnwald Am Zehnpfennigshof 5 Karte |              | 1959–60 | 30. August 1995    | 7621           |
| Fotos hochladen | Wohnhaus mit Garten | Hahnwald Am Zehnpfennigshof 9 Karte | Haus X1      | 1961–62 | 17. Juni 1996      | 7885           |
| Fotos hochladen | Wohnhaus            | Hahnwald Im Hasengarten 18 Karte    |              | 1965    | 28. Oktober 1992   | 6653           |
| Fotos hochladen | Wohnhaus            | Hahnwald Im Hasengarten 26 Karte    |              | 1962    | 28. März 1994      | 7089           |